# Jaroslav Buchal
Jaroslav „Jaro“ Buchal (* 23. April 1974 in Chomutov) ist ein ehemaliger tschechischer Eishockeyspieler.

## Karriere
Jaroslav Buchal begann seine Karriere in seiner Heimatstadt beim VTJ Chomutov, für den er in der Saison 1991/92 das erste Mal in der 2. Liga auf dem Eis stand. Bis 1995 spielte er für seinen Heimatverein, bevor er zum HC Chemopetrol Litvínov wechselte. Dort kam er sowohl in der Extraliga, als auch in der European Hockey League zum Einsatz. 1997 wechselte er zu Becherovka Karlovy Vary, bevor er ein Jahr lang in verschiedenen Ligen Finnlands, unter anderem für Tappara in der SM-liiga, und Schwedens spielte.
1999 kam er nach Deutschland zum EHC Wolfsburg, für den er in 51 Oberligapartien 108 Scorerpunkte erzielte. Zur folgenden Spielzeit wechselte er innerhalb der Oberliga zu den Dresdner Eislöwen, bevor er 2001 zum HC Chemopetrol Litvínov zurückkehrte.
In der Spielzeit 2002/03 ging er für den ESC Moskitos Essen in der Eishockey-Regionalliga aufs Eis und gewann mit den Moskitos nicht nur die Meisterschaft der Liga, sondern stieg auch in die Oberliga auf. In den folgenden Jahren spielte er für Vereine der zweitklassigen 1. Liga wie den HC Olomouc, KLH Chomutov und SK Kadaň, bevor er am Ende der Spielzeit 2005/06 für 15 Spiele zu den Eislöwen zurückkehrte. Seither spielt er für Vereine der 1. und 2. Liga in Tschechien – seit Sommer 2008 stand er beim HC Klášterec nad Ohří unter Vertrag. Im Winter 2010 ersetzt er den aus beruflichen Gründen in die Heimat weggegangen Neal Musselwhite als zweiten Kontingentspieler bei Lippe Hockey Hamm in der Oberliga West. Im Februar 2011 wurde sein Vertrag in Hamm aufgelöst.

## Erfolge und Auszeichnungen
- Topscorer der NRW-Regionalliga-Playoffs 2002/03
- Regionalligameister und Aufstieg in die Oberliga 2002/03